# Карликовые шишковатые удавы
Карликовые шишковатые удавы (лат. Trachyboa) — род змей монотипного семейства земляные удавы. Обитают на севере Южной Америки и в Центральной Америке.
В роде два редких вида:
- Trachyboa boulengeri — Карликовый шишковатый удав Буланже
- Trachyboa gularis — Карликовый шишковатый удав Петерса